# District de Namhae
Le district de Namhae est un district de la province du Gyeongsang du Sud, en Corée du Sud.